# Passiflora fuchsiiflora
Passiflora fuchsiiflora Hemsl. – gatunek rośliny z rodziny męczennicowatych (Passifloraceae Juss. ex Kunth in Humb.). Występuje naturalnie w Wenezueli, Gujanie, Surinamie, Gujanie Francuskiej oraz brazylijskim stanie Pará. 

## Morfologia
PokrójZdrewniałe, trwałe, nagie liany.
LiściePodłużne, rozwarte lub ścięte u podstawy, prawie skórzaste. Mają 10–12 cm długości oraz 9–10 cm szerokości. Całobrzegie, z tępym wierzchołkiem. Ogonek liściowy jest nahi i ma długość 10–80 mm. Przylistki są liniowe, mają 7–9 mm długości.
KwiatyDziałki kielicha są lancetowate, mają 1–2 cm długości. Płatki są liniowo lancetowate, mają 1–1,5 cm długości. Przykoronek ułożony jest w 1–2 rzędach, ma 1 mm długości.
OwoceSą elipsoidalnego lub jajowatego kształtu. Mają 7–10 cm długości.

## Biologia i ekologia
Występuje w lasach na wysokości do 1000 m n.p.m.